# Albérico Filho
Albérico de França Ferreira Filho, mais conhecido como Bigodão (Goiana, 10 de abril de 1950) é um político brasileiro. Ele foi deputado federal (1987–1991, 1995–2003, 2005–2009), prefeito de Barreirinhas (2009–2013) e deputado estadual (1983–1987). Albérico é primo do ex-presidente José Sarney.

## Carreira política
Albérico é filho do ex-deputado estadual e ex-presidente da Assembleia Legislativa do Maranhão, Albérico de França Ferreira, irmão de Kiola Sarney, mãe de José Sarney. 
Em 1982, foi eleito deputado estadual pelo Partido Democrático Social (PDS).
Em 1986, foi eleito deputado federal pelo Partido do Movimento Democrático Brasileiro.
Em 1990, candidatou-se a deputado federal pelo Partido do Movimento Democrático Brasileiro (PMDB), obtendo sua suplência. Apoiou Edison Lobão.
Em 1995, foi efetivado deputado federal, após a renúncia de Roseana Sarney (PFL).
Em 1998, foi reeleito deputado federal pelo Partido do Movimento Democrático Brasileiro (PMDB).
Em 2002, candidatou-se a deputado federal pelo Partido do Movimento Democrático Brasileiro (PMDB), obtendo sua suplência.
Em 2005, foi efetivado deputado federal, em virtude da cassação do deputado Paulo Marinho (PL).
Em 2006, candidatou-se a deputado federal pelo Partido do Movimento Democrático Brasileiro (PMDB). Apoiou Roseana Sarney.
Em 2008, candidatou-se a prefeito de Barreirinhas, sendo derrotado pelo prefeito Dr. Miltinho (PT).
Em 30 de setembro de 2009, assumiu o mandato de prefeito de Barreirinhas.
Em 2010, como prefeito, apoiou Roseana Sarney.
Em 2012, candidatou-se a reeleição, sendo derrotado por Léo Costa (PDT).
Em 2016, foi eleito prefeito de Barreirinhas.